# Susej Vera
Susej del Valle Vera Rodríguez (Caracas, 14 de junio de 1971) es una modelo, actriz, presentadora de televisión venezolana y actualmente es la presidenta de la Fundación Casa del Artista.

## Biografía
Es la única mujer de tres hermanos.

## Carrera
Ha intervenido desde 2001 en varias series de televisión dentro del género de la telenovela que han sido retransmitidas por cadenas de televisión venezolanas. Trabaja en la cadena televisiva de carácter estatal, Tves en la misma conduce un espacio desarrollado en horario estelar llamado Tves en la noche.

## Filmografía

### Televisión
| Año       | Título                              | Personaje                  | Canal      |
| --------- | ----------------------------------- | -------------------------- | ---------- |
| 2001-2002 | La niña de mis ojos                 | Amparo Rotundo             | RCTV       |
| 2002      | La mujer de Judas                   | Lorena Plaza de Cañero     | RCTV       |
| 2004      | ¡Qué buena se puso Lola!            | Amanda                     | RCTV       |
| 2004-2005 | Sabor a ti                          | Linda Peralta              | Venevisión |
| 2006-2007 | Ciudad Bendita                      | Valentina                  | Venevisión |
| 2008      | Torrente, un torbellino de pasiones | Corina Pereira de Gabaldón | Venevisión |
| 2011      | La viuda joven                      | Macarena Black             | Venevisión |
| 2012      | Mi ex me tiene ganas                | Rebeca "La Queca" Patiño   | Venevisión |

### Programas de Televisión
| Año           | Programa         | Canal | Notas      |
| ------------- | ---------------- | ----- | ---------- |
| 2017-presente | Tves en la noche | Tves  | Conductora |